# Opelousas
Opelousas es una ciudad ubicada en la parroquia de St. Landry en el estado estadounidense de Luisiana. En el Censo de 2010 tenía una población de 16 634 habitantes y una densidad poblacional de 812,45 personas por km².

## Geografía
Opelousas se encuentra ubicada en las coordenadas 30°31′41″N 92°5′6″O / 30.52806, -92.08500. Según la Oficina del Censo de los Estados Unidos, Opelousas tiene una superficie total de 20.47  km², de la cual 20.47 km² corresponden a tierra firme y (0 %) 0 km² es agua.

## Demografía
Según el censo de 2010, había 16 634 personas residiendo en Opelousas. La densidad de población era de 812,45 hab./km². De los 16 634 habitantes, Opelousas estaba compuesto por el 22.29 % blancos, el 75.11 % eran afroamericanos, el 0.35 % eran amerindios, el 0.49 % eran asiáticos, el 0.01 % eran isleños del Pacífico, el 0.67 % eran de otras razas y el 1.09 % pertenecían a dos o más razas. Del total de la población el 1.15 % eran hispanos o latinos de cualquier raza.

## Historia
Fue la capital del estado de Luisiana, desde la toma por la tropas de la Unión de Baton Rouge el 12 de mayo de 1862 y su ocupación por los nordistas el 3 de octubre de 1863.